# 河南公主 (元亶之女)
河南长公主（?—?），为南北朝东魏公主。父親清河文宣王元亶，母親胡智。
河南长公主的祖父是元怿，曾祖父是孝文帝元宏。河南长公主嫁给了崔祖昴。崔祖昴是颍川郡人，担任散骑常侍、光祿勳、武津县开国公。